# Psolus pourtalesi
Psolus pourtalesi is een zeekomkommer uit de familie Psolidae.
De wetenschappelijke naam van de soort werd in 1886 gepubliceerd door Johan Hjalmar Théel.